# Lakšárska Nová Ves
Lakšárska Nová Ves je obec na Slovensku, leží v okrese Senica v Trnavském kraji. Žije v ní přibližně 1 100 obyvatel. Asi dva kilometry jihovýchodně od Lakšárské Nové Vsi leží část obce Mikulášov (dříve Niklašov). Směrem na západ leží osady Šišulákov a Horné Valy.

## Přírodní poměry
Lakšárska Nová Ves leží v chráněné krajinné oblasti Záhorie. Vesnice stojí na severovýchodním výběžku Vídeňské pánve, v severovýchodní části Záhorské nížiny.  V jejím geologickém podloží se 65 metrů hluboko nachází 3,5 metru mocná lignitová sloj překrytá slínitými sedimenty a polohami jílovitých písků. V roce 1958 u vsi začaly pokusy s podzemním zplyňováním lignitu, ale vzhledem k nízké výhřevnosti získaného plynu skončily neúspěšně. V katastrálním území leží nebo do něj zasahují chráněná území:
- Červený rybník
- Jasenácke
- Zelienka

## Pamětihodnosti
V obci je římskokatolický barokní kostel svatého Vavřince, kaple svatého Šimona a Judy a barokní zvonice v části Mikulášov. 